# Luigi Milan
Luigi Milan (* 10. Dezember 1937 in Mirano; † 8. Dezember 2023) war ein italienischer Fußballspieler, er spielte auf der Position eines Mittelfeldspielers.
Luigi Milan wechselte in der Saison 1959/60 zu Udinese Calcio, hier gehörte er auf Anhieb zur Stammformation. Am Ende der Saison wechselte er zum AC Florenz, wo er sich sofort in den Stammkader spielte. In Florenz konnte er in der Folge große Erfolge feiern. In der Saison 1960/61 gewann Milan mit der Viola sowohl die Coppa Italia, als auch den Europapokal der Pokalsieger. Dabei war er entscheidend am Gewinn des Europapokal der Pokalsieger beteiligt, da er in den zwei Finalspielen drei der vier Fiorentina-Tore erzielen konnte. Auch die folgende Spielzeit war sehr erfolgreich, Florenz belegte in der Serie A den ausgezeichneten dritten Platz und man erreichte im Europapokal der Pokalsieger erneut das Finale, in dem man aber an Atlético Madrid scheiterte. Jedoch kam Milan in der Saison 1961/62 deutlich weniger zum Einsatz als noch in der Vorsaison. Am Saisonende wechselte er dann zum Aufsteiger Calcio Catania, wo er auf Anhieb wieder zum Stammspieler wurde. Nach einer Saison in Catania wechselte Milan zu Atalanta Bergamo. Mit diesem Verein belegte Milan in den folgenden fünf Saisons jeweils Platzierungen im hinteren Mittelfeld. In der Saison 1968/69 rutschte Atalanta dann auf den letzten Tabellenplatz und stieg somit in die Serie B ab.

## Vereine
- Udinese Calcio Serie A 1959/60 34 Spiele
- AC Florenz Serie A 1960/61 29 Spiele – 6 Tore
- AC Florenz Serie A 1961/62 17 Spiele – 1 Tor
- Calcio Catania Serie A 1962/63 28 Spiele – 6 Tore
- Atalanta Bergamo Serie A 1963/64 23 Spiele – 3 Tore
- Atalanta Bergamo Serie A 1964/65 19 Spiele – 1 Tor
- Atalanta Bergamo Serie A 1965/66 24 Spiele – 0 Tore
- Atalanta Bergamo Serie A 1966/67 19 Spiele – 2 Tore
- Atalanta Bergamo Serie A 1967/68 12 Spiele – 1 Tor
- Atalanta Bergamo Serie A 1968/69 14 Spiele – 1 Tor

## Zusammenfassung
- Serie A 219 Spiele – 21 Tore

## Erfolge
- Europapokal der Pokalsieger: 1 × mit dem AC Florenz (1960/61)
- Coppa Italia: 1 × mit dem AC Florenz (1960/61)
- Torschützenkönig der Coppa Italia: 1 × mit dem AC Florenz (1960/61)